# Grégoire Demoustier
Grégoire Demoustier, né le 26 janvier 1991 à Villeneuve-d'Ascq (Nord), est un pilote automobile français. Il participe en 2012 au Championnat du monde FIA GT1 2012 au sein de l'écurie Hexis Racing. En 2015, il participe au Championnat du monde des voitures de tourisme avec Craft-Bamboo. Il rejoint le Sébastien Loeb Racing en 2018 pour courir en Championnat du monde de rallycross FIA.

## Biographie
Après des débuts en THP Spider Cup et MitJet Series, il participe en 2009 à la Formula BMW Europe et la Formula Renault 2.0 WEC. Devant le manque de résultat, il s'engage avec l'écurie LMP Motorsport dans le Championnat de France FFSA GT en 2010 et apparaît ponctuellement en Championnat d'Europe FIA GT3.
En 2011, il revient en monoplace dans les championnats Formula Renault 2.0 ALPS et Eurocup Formula Renault 2.0 au sein de Tech 1 Racing. Il participe aussi à la seconde partie du Championnat d'Europe FIA GT3 au volant d'une Mercedes-Benz SLS AMG du Graff Racing.
Sa régularité au volant d'une GT3, lui permet d'obtenir en 2012 une place dans l'équipe Hexis Racing en Championnat du monde FIA GT1 avec la nouvelle McLaren MP4-12C GT3. C'est aussi avec cette voiture qu'il prend part au grand début de l'écurie ART Grand Prix en Grand Tourisme à la fois en Blancpain Endurance Series et en Championnat de France FFSA GT.
En 2015, Demoustier annonce sa participation au championnat du monde des voitures de tourisme, avec l'écurie Craft-Bamboo Racing, sur une Chevrolet RML Cruze TC1.
En 2016, il continue l'aventure dans le championnat du monde des voitures de tourisme mais rejoint le Sébastien Loeb Racing et pilote une Citroën C-Elysée WTCC.

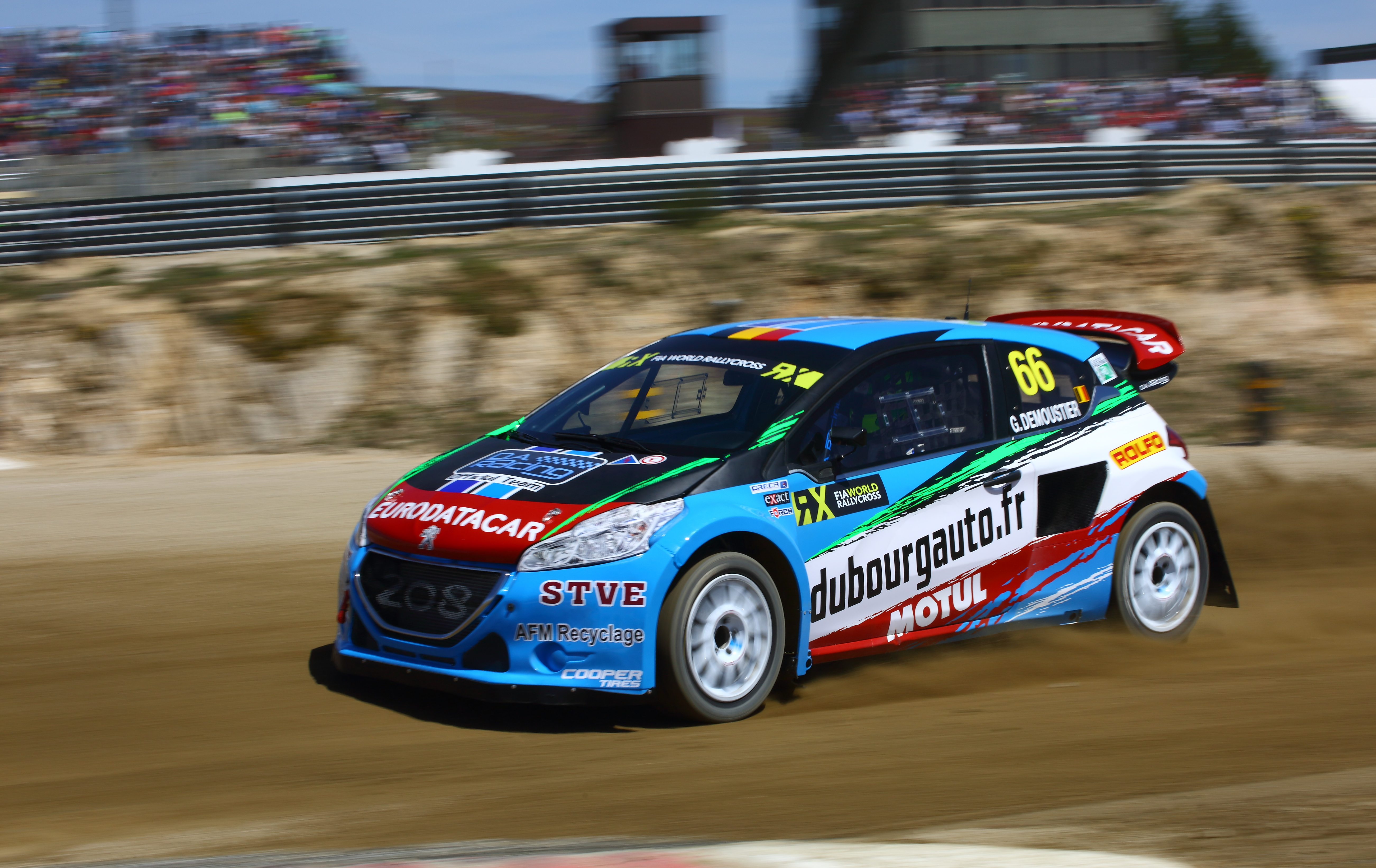
La Peugeot 208 WRX de l'équipe DA Racing pilotée par Demoustier en World RX.

En 2017, il annonce sa participation à 6 épreuves du championnat du monde de rallycross FIA au volant d'une Peugeot 208 WRX de l'équipe française DA Racing . Il prend également part au GT4 European Series Southern Cup avec une Porsche Cayman Clubsport MR GT4 de l'équipe Energy by ART.
Il annonce sa participation complète au championnat du monde de rallycross FIA avec le Sébastien Loeb Racing pour 2018 .

## Palmarès
- Championnat d'Europe FIA GT3
  - 3e à Zandvoort en 2011

- Championnat de France FFSA GT
  - Une victoire sur le circuit Paul-Ricard en 2011
  - Pole position sur le Circuit de Lédenon en 2012, il s'agit de la première pole position remportée par une McLaren MP4-12C GT3 en compétition[6]
  - Victoire à Magny-Cours puis pole position et victoire sur le Circuit de Navarre en 2012